# Porta, Barcelona
Porta este un cartier din districtul 8, Nou Barris, al orasului Barcelona.

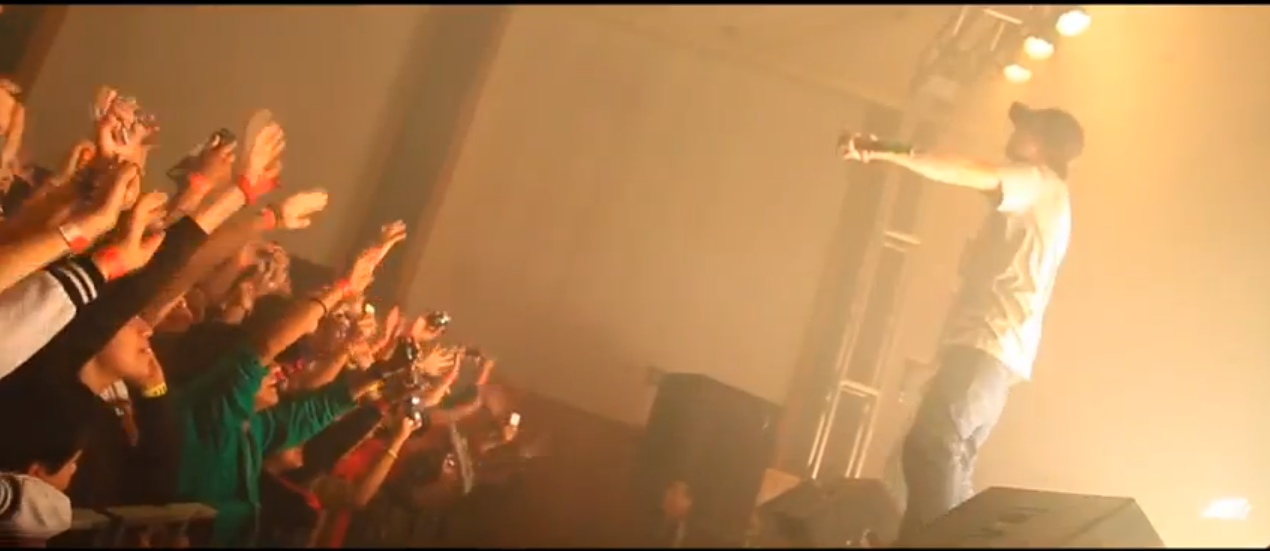
Cartier Porta

1. ↑   https://ajuntament.barcelona.cat/estadistica/catala/Territori/sup/a2020/S03.htm Lipsește sau este vid: |title= (ajutor)